# Jelení pramen
Jelení pramen je volně přístupný zdroj pitné vody v katastrálním území Karlovy Vary v regionu Slavkovský les, Tepelská vrchovina.

## Historie

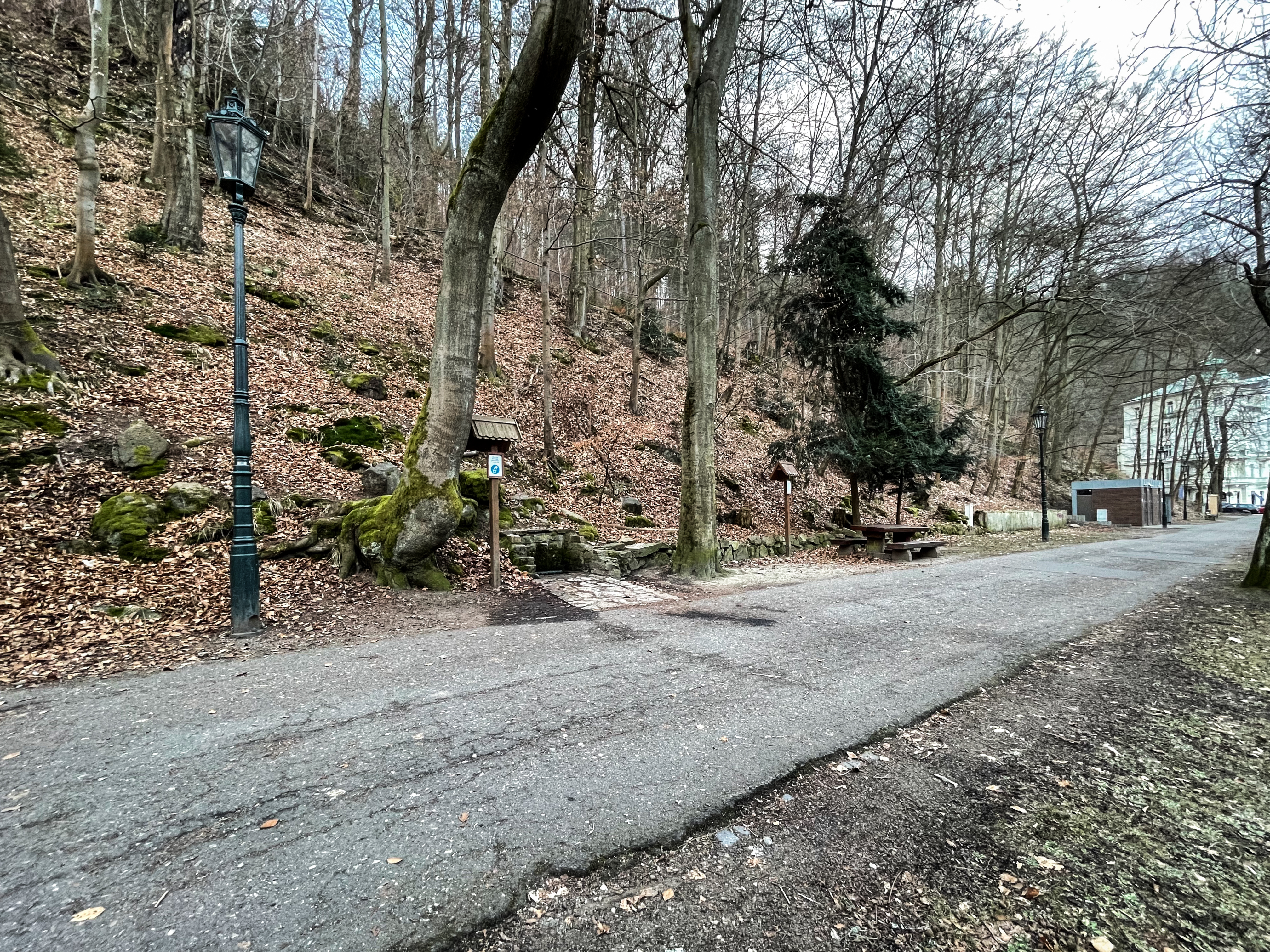
Pramen u Goethovy stezky

V roce 1993 byly u Goethovy stezky prováděny průzkumné práce, které měly ověřit, zda je možné za Grandhotelem Pupp postavit kavernové garáže. Při hloubení vrtu (J-3), který vedl od stezky horizontálně 200 metrů Jižním vrchem směrem pod vyhlídku Karla IV., byl objeven zdroj pitné vody.
V roce 2003 byl vrt potrubím sveden do nově upraveného vývěru. Při tzv. „Páral party“ byl pak dne 9. října 2003 Jelení pramen slavnostně pokřtěn. V blízkosti vývěru byl postaven dřevěný stůl s lavičkami a dvě informační tabulky popisující historii pramenu a kvalitu pitné vody.
Koncem roku 2017 musel být pramen dočasně uzavřen. Důvodem byl nevyhovující stav staré odtokové kanalizace a podmáčení nábřežní. Správce pramene, společnost Lázeňské lesy Karlovy Vary, upravila pak nejen samotnou kanalizaci, ale také síta přímo pod pramenem tak, aby již nemohlo docházet k prorůstání kořeny okolní vegetace a zanášení listím či odpadem. Na jaře roku 2018 byl pramen opět zprovozněn.

## Popis
Pramen poskytující pitnou vodu se nachází v nadmořské výšce 400 metrů na okraji lázeňských lesů u levého břehu řeky Teplé při Goethově stezce vedoucí od hotelu Pupp ke galerii umění. 
Průměrná vydatnost zdroje, podle občasných měření, dosahuje asi 3–4 litry za minutu. Aktivní výtok je zřejmě v místě vzdáleném 85 metrů od počátku vrtu. Teplota vody je díky hloubce vrtu po celý rok poměrně stabilní, kolísá v rozmezí 10–11 °C. Zdroj nepatří do řady léčivých pramenů, jedná se o prostou podzemní pitnou vodu.